# برنلی (ویرجینیا)
برنلی (به انگلیسی: Burnley) یک منطقهٔ مسکونی در ایالات متحده آمریکا است که در شهرستان البمارل (ویرجینیا) واقع شده‌است.